# Bradypodion transvaalense
Bradypodion transvaalense este o specie de cameleoni din genul Bradypodion, familia Chamaeleonidae, descrisă de Fitzsimons 1930. A fost clasificată de IUCN ca specie cu risc scăzut. Conform Catalogue of Life specia Bradypodion transvaalense nu are subspecii cunoscute.